# Benjamim Taubkin
Benjamim Rafael Taubkin (São Paulo, 12 de setembro de 1956) é um pianista, compositor, arranjador e produtor musical brasileiro.

## Biografia
Benjamim Taubkin iniciou o estudo do piano aos 18 anos e desde então dedica-se integralmente à música. Inicialmente trabalhou em espaços de dança contemporânea como no Ruth Rachou, Klaus Viana, Clarisse Abujamra; em peças de teatro, entre as quais a versão paulista de a Ópera do Malandro e 39 com direção de Flávio Rangel. Motivado pelo desejo de tocar jazz e bossa-nova passou a atuar em casas noturnas da cidade como Baiuca e Padock.
Em 1997 lançou seu primeiro disco, A Terra e o Espaço Aberto, com apenas composições inéditas, acompanhado por instrumentistas como Toninho Carrasqueira, Lui Coimbra, Teco Cardoso, Caíto Marcondes e Marcos Suzano, o disco lhe rendeu indicação ao Prêmio "Sharp" e "Movimento" em 1998.
Benjamim atua diferentes formações, do solo à Orquestra Sinfônica. Já tocou ou gravou com músicos como: Marcos Suzano, Banda Savana, Rafael Rabello, Zizi Possi, Moacir Santos, Paulo Moura, Mônica Salmaso, Hermeto Pascoal.
Desde 1997, iniciou diferentes formações musicais, como: Orquestra Popular de Câmara, projeto que possui dois discos lançados e é vencedor do Prêmio Movimento; o conjunto de choro, Moderna Tradição; o trabalho com o grupo de musica tradicional Abaçaí; o quarteto de jazz Trio + 1, ao lado de Joatan Nascimento, Zeca Assumpção, Sérgio Reze); a colaboração com o duo de percussão Soukast (Simone Sou e Guilherme Kastrup), e o coletivo América Contemporânea, que reúne músicos e repertório de países da América do Sul.
Desde 2009, Benjamim Taubkin iniciou uma parceria com a bailarina de dança contemporânea, Morena Nascimento e com o percussionista radicado em Londres, Adriano Adewale.
Como músico e arranjador participou de projetos como Jobim Sinfônico; Samwad - Rua do Encontro, que promoveu diálogo entre Brasil e Índia; e Milágrimas, encontro de músicos brasileiros e sul-africanos
Como concertista solo, Benjamim Taubkin acaba de lançar seu mais recente trabalho A Pequena Loja da Rua 57 (Adventure Music – EUA/ Núcleo Contemporâneo-Brasil), gravado na prestigiosa casa de pianos Fazioli, em Nova York; e vem se apresentando no Brasil e no exterior.
Em 2009, Benjamim fez uma residência artística na Áustria, como compositor e instrumentista convidado, na cidade de Krems; e em 2011, na Coreia. Ainda este ano apresentou seu concerto solo no Brasil, na Argentina e na Venezuela; e foi o solista convidado da temporada 2011 da Jazz Sinfônica, em novembro.
Ainda este ano, Benjamim Taubkin, lançou um livro “Viver de Música” à convite da Editora BEI, onde entrevista 18 músicos de perfis diversos, que vivem da produção criativa que realizam.
Em 2012, Benjamim lançará três discos, que são parcerias com músicos de diferentes partes do mundo: com o grupo de percussão de Olinda, o Bongar; com músicos marroquinos e brasileiros; e com o percussionista brasileiro radicado em Londres, Adriano Adewale.
Fundou e dirige desde 1997 o Núcleo Contemporâneo, produtora e gravadora independente, com foco na música instrumental popular brasileira.
Está presente como instrumentista e produtor em mais de 130 discos, e dirigiu cerca de 500 concertos.
É curador de música do Mercado Cultural da Bahia desde 2001, uma plataforma focada principalmente na produção brasileira e latino-americana, e do ELA - Encontro Latino-Americano - Novos Caminhos para a Música, realizado em 2008 em São Paulo, reunindo produtores e músicos da América Latina. E desde 2008, é curador do Festival Conexões no Centro da Cultura Judaica.
Em 2011, fundou a Casa do Núcleo, centro cultural dedicado à música, localizado em São Paulo.
Ainda em 2011, foi o curador de musica do Europalia, Festival internacional bienal que ocorre na Bélgica e em países vizinhos, que teve neste ano o Brasil como tema. Benjamim foi responsável por uma programação com mais de 50 artistas brasileiros que representaram a diversidade musical do país na Europa.
Foi membro do conselho diretor do Fórum Europeu de Festivais de Música do Mundo (www.efwmf.org). É Vice Presidente da ADIME (Associação Ibero Americana para o Desenvolvimento da Música).

## Discografia
- Um piano ao cair da tarde (1985) - Gravadora Eldorado
- Sax sob as árvores (1992) - Independente

Pelo Selo Núcleo Contemporâneo:
- A Terra e o Espaço Aberto (1997)
- Orquestra Popular de Câmara (1998)
- Danças, Jogos e Canções (2004)
- Moderna Tradição (2004)
- Cantos do Nosso Chão (2006)
- América Contemporânea (2006)
- Trio + 1 (2009)
- A pequena Loja da Rua 57 (2010)
- Vortex Sessions

Selo MCD:
- MPBaby - Chico Buarque por Benjamim Taubkin (2010)

Como produtor:
- Ramo, Grupo Ramo
- Entremeados, Júlia Tygel
- Aqui é o Meu Lá, Ricardo Herz
- Porto dos Casais, Nenê
- Toadas de Bumba-meu-Boi, Cupuaçu
- Tribo, João Taubkin Trio (2013)

Pelo Projeto Memória Brasileira (como produtor ou diretor artístico):
- Um sopro de Brasil
- Memória do Piano Brasileiro
- Violões
- Violeiros
- Brasil da Sanfona, 1 e 2
- Arranjadores - 3 CDs

## Trilhas sonoras
- Niemeyer - O Arquiteto da Invenção
- Sebastião Salgado - Gênesis
- Permanência, Helio Ishi
- Ype, Helio Ishi
- O Jazz de Murakami, Marco Aslan (BEI Editora)
- Constantino, Octavio Cury